# Samyda acuminata
Samyda acuminata är en videväxtart som beskrevs av Ignatz Urban. Samyda acuminata ingår i släktet Samyda och familjen videväxter. Inga underarter finns listade i Catalogue of Life.